# Nicolaas Laurens Burman
Nicolaas Laurens Burman (Amsterdam, 1734 – 1793) è stato un botanico olandese.
Figlio del botanico Johannes Burman (1707-1780), gli succede alla cattedra di botanica dell'Università di Amsterdam. 
Fu allievo di Carl von Linné (1707-1778) all'Università di Uppsala nel 1760. 

## Opere

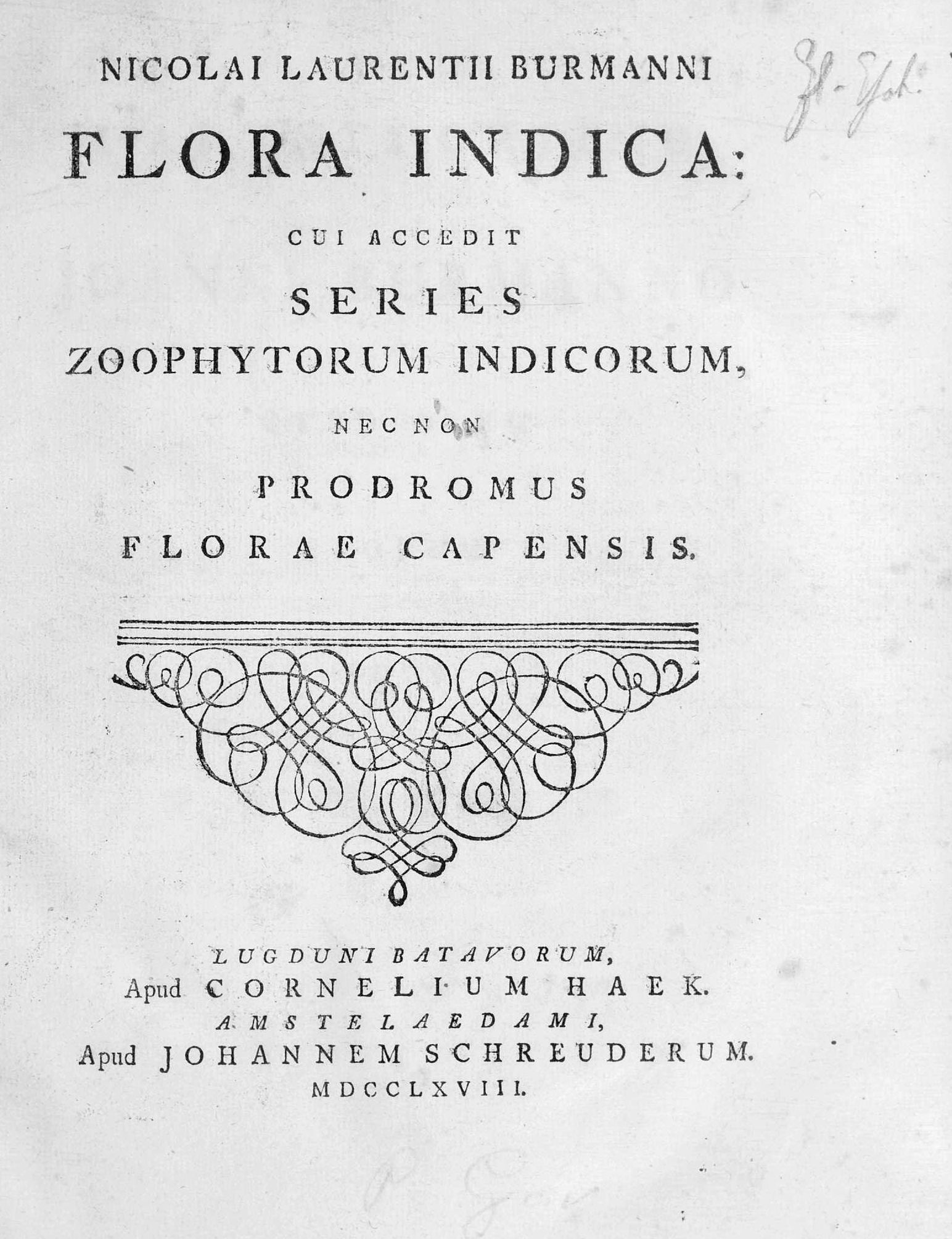
Flora indica, 1768

- Specimen botanicum de geraniis, 1759.
- (LA) Flora indica, Leiden, Cornelius Haek, 1768. Completato da Johann Gerhard Koenig (1728-1785).